# Xiao Han
Xiao Han (chinesisch 肖涵, Pinyin Xiào Hán, * 7. September 1994) ist eine chinesische Shorttrackerin.
Xiao feierte bei der Juniorenweltmeisterschaft 2011 in Courmayeur ihr internationales Debüt. Sie gewann über 1000 m und mit der Staffel jeweils die Bronzemedaille, im Mehrkampf belegte sie Rang sieben. Wenig später sammelte sie auch im Erwachsenenbereich ihre ersten Erfolge. Bei der Teamweltmeisterschaft in Warschau errang sie die Silbermedaille, nur knapp geschlagen vom südkoreanischen Team. Bei der Weltmeisterschaft in Sheffield gewann sie mit der Staffel die Goldmedaille. Xiao wurde allerdings nur im Halbfinale eingesetzt.
Im Oktober 2011 debütierte Xiao in Salt Lake City im Weltcup. Über 1500 m erreichte sie das Halbfinale, mit der Staffel gewann sie auf Anhieb ihr erstes Weltcuprennen. In Nagoya wurde Xiao über 1000 m Dritte und erreichte auch im Einzel erstmals eine Podestplatzierung. In Shanghai konnte sie auch über 1500 m einen dritten Rang belegen. Mit der Staffel erreichte Xiao in ihrer ersten Saison insgesamt vier Podestplätze, darunter drei Siege. In der 1500 m-Weltcupwertung wurde sie Elfte. Bei der Heimweltmeisterschaft in Shanghai gewann sie erneut Gold in der Staffel, wurde aber wieder nur im Halbfinale eingesetzt.